# 新歷史派
新歷史派（希伯來語：‎），是以寬鬆定义的以色列史学學派。該學派論點挑战以色列历史的传统版本，包括以色列在1948年巴勒斯坦大災難中所扮演的角色，以及阿拉伯人讨论和平的意愿。1988年，新历史派史学家班尼‧莫里斯創造該術語。据《纽约时报》，新历史派的史家們一直致力推进巴勒斯坦的和平进程。 
新歷史派的史料主要來自以色列政府文件。在以色列建国30年后，這些文件陸續解密。 1980年代，班尼‧莫里斯、伊蘭‧帕佩、施來姆和Simha Flapan等4人引領新歷史派學潮。许多历史学家和历史社会学家也参与了运动，如汤姆·塞格夫、Hillel Cohen  、巴鲁克·金默林、喬爾‧密鐸、Idith Zertal和施羅默·桑德。
新历史派最初受到大众排斥，但最终1990年代的以色列取得了合法性，影響了後猶太復國主義。

## 主要论点
施來姆描述新历史派与所谓的“官方正史”的差异為下列幾點： 
- 官方版本称，英国试图阻止犹太国家的建立；新歷史派称，英國其實是试图阻止巴勒斯坦国的建立。
- 官方版本称，巴勒斯坦人是自愿逃离家园的；新歷史派称，巴勒斯坦难民是被強制驱逐。
- 官方版本称，權力平衡有利于阿拉伯人；新歷史派称，以色列在人力和武器上都具有优势
- 官方版本称，阿拉伯人有一項协调一致的计划，以摧毁以色列；新歷史派稱，阿拉伯人內部是分裂的
- 官方版本称，阿拉伯国家的不妥协态度是破壞和平的原因；新歷史派称，以色列应对將以巴衝突帶進“死胡同”负主要责任。 [6]

帕佩暗示猶太復國主義领导人打算清洗大多数巴勒斯坦人；莫里斯认为，清洗發生在战争最激烈的时期。新歷史派歷史學家认为，以色列和阿拉伯国家对以阿冲突和巴勒斯坦困境负有各自责任。 